# Liste des épisodes de H

Cet article présente la liste des épisodes de la série télévisée française H.

## Première saison (1998-1999)
1. L'Anniversaire
2. Trop moche pour être belle
3. Un manuscrit
4. Un meilleur copain
5. Une grossesse
6. No clowning
7. Une thérapie de couple
8. Une belle maman
9. Une promesse
10. Une vie de chien
11. Un mensonge
12. Un flacon rouge
13. Une histoire de comédienne
14. Une histoire de professeurs
15. Une histoire de héros
16. Un coup de froid
17. Une histoire de famille
18. Une histoire de mari
19. Une histoire de lapin
20. Une différence

## Deuxième saison (1999-2000)
1. Une histoire d'intelligence
2. Une histoire de croyance
3. Une histoire de démission
4. Une histoire de discorde
5. Une histoire d'amours
6. Une histoire de cassette
7. Une histoire humanitaire
8. Une histoire de vacances
9. Une histoire d'amnésie
10. Une histoire de frère
11. Une histoire de mec formidable
12. Une histoire de champignons
13. Une histoire de cousine (1/2)
14. Une histoire de cousine (2/2)
15. Une histoire de chasse
16. Une histoire de père
17. Une histoire de théâtre
18. Une histoire de poste
19. Une histoire de show-bizz
20. Une histoire de cobaye

## Troisième saison (2000-2001)
1. Une histoire de garderie
2. Une histoire de paternité
3. Une histoire de génération
4. Une histoire de ski
5. Une histoire de corde
6. Une histoire d'assurance-vie
7. Une histoire de fauteuil
8. Une histoire de cadeau
9. Une histoire d'enlèvement
10. Une histoire de service militaire
11. Une histoire de VRP
12. Une histoire d'appartement
13. Une histoire de boîte de nuit
14. Une histoire d'uniforme
15. Une histoire de film
16. Une histoire de collection
17. Une histoire de voiture
18. Une histoire de livre
19. Une histoire de président
20. Une histoire de parrain

## Quatrième saison (2002)
1. Une histoire de dentiste
2. Une histoire de preuve
3. Une histoire de compétence
4. Une histoire de curé
5. Une histoire de Blanche-Neige
6. Une histoire de chiot
7. Une histoire de détective
8. Une histoire de fraude
9. Une histoire de permis
10. Une histoire d'obsession
11. Une histoire de purgatoire